# Superliga de voleibol 2014-15
La Superliga masculina de voleibol de España 2014-15 es el LI torneo de la máxima categoría de liga del voleibol español.

## Sistema de competición
El torneo se disputa entre 12 equipos por sistema de liga a doble vuelta entre el 11 de octubre de 2014 y el 28 de marzo de 2015. Finalizada la liga regular, los equipos clasificados en los puestos de 1.º al 4.º juegan un play-off de semifinales y final para establecer la clasificación definitiva. Para determinar el orden de los partidos se tiene en cuenta la clasificación de la Liga regular.
Los dos últimos clasificados en la Liga regular descenderán a la Superliga 2.
Asimismo los equipos que se encuentren entre los siete primeros al final de la primera vuelta, más el patrocinador, disputarán la Copa del Rey.

## Equipos
| Club                          | Nombre                      | Sede                          | Región               | Pabellón                             |
| ----------------------------- | --------------------------- | ----------------------------- | -------------------- | ------------------------------------ |
| Club Voleibol Teruel          | CAI Voleibol Teruel         | Teruel                        | Aragón               | Pabellón Municipal Los Planos        |
| Club Voleibol Almería         | Unicaja Almería             | Almería                       | Andalucía            | Pabellón Moisés Ruiz                 |
| Club Voleibol Ibiza           | Ushuaïa Ibiza Vóley         | Ibiza                         | Islas Baleares       | Polideportivo de "Es Viver"          |
| Club Voleibol 7 islas         | Vecindario ACE Gran Canaria | Vecindario (Gran Canaria)     | Canarias             | Pol. Municipal de Vecindario         |
| Club Voleibol Esquimo         | Fund. Cajasol Juvasa        | Dos Hermanas (Sevilla)        | Andalucía            | CDM Los Montecillos                  |
| Club Voleibol L'Illa Grau     | UBE L,Illa Grau             | Castellón de la Plana         | Comunidad Valenciana | Ciutat Esportiva                     |
| C.D. Voleibol Río Duero Soria | Río Duero San José          | Soria                         | Castilla y León      | Pabellón Polideportivo Los Pajaritos |
| Club Voleibol Emevé           | Emevé                       | Lugo                          | Galicia              | Pabellón Municipal de Deportes       |
| CV Andorra                    | Andorra                     | Andorra la Vieja              | Andorra              | Poliesportiu D,Andorra del MICG      |
| Voley Playa Madrid            | VP Madrid                   | Madrid                        | Comunidad de Madrid  | CDM Entrevías                        |
| CDV Textil Santanderina       | CDV Textil Santanderina     | Cabezón de la Sal (Cantabria) | Cantabria            | PM Matilde la Torre                  |
| A.D. Cáceres                  | Electrocash CCPH            | Cáceres                       | Extremadura          | Multiusos Ciudad de Cáceres          |

Disputada la primera jornada, el Club Voleibol Andorra renunció a disputar la competición por problemas económicos.

## Clasificación liga regular
Clasificación tras la jornada 22.
| Pos | Equipo                      | Pts. | J 1 | J 2 | J 3 | J 4 | J 5 | J 6 | J 7 | J 8 | J 9 | J 1 0 | J 1 | J 1 2 | J 1 3 | J 1 4 | J 1 5 | J 1 6 | J 1 7 | J 1 8 | J 1 9 | J 2 0 | J 2 1 | J 2 |
| --- | --------------------------- | ---- | --- | --- | --- | --- | --- | --- | --- | --- | --- | ----- | --- | ----- | ----- | ----- | ----- | ----- | ----- | ----- | ----- | ----- | ----- | --- |
| 1   | Unicaja Almería             | 54   | 3   | 3   | 2   | 3   | -   | 3   | 3   | 3   | 3   | 3     | 3   | 3     | 3     | 0     | 3     | -     | 3     | 3     | 3     | 3     | 3     | 1   |
| 2   | CAI Voleibol Teruel         | 54   | 3   | -   | 1   | 3   | 3   | 3   | 3   | 1   | 3   | 3     | 3   | 3     | -     | 3     | 3     | 1     | 3     | 3     | 3     | 3     | 3     | 3   |
| 3   | Río Duero San José          | 44   | 3   | 3   | 0   | 3   | 0   | 3   | -   | 0   | 3   | 3     | 3   | 3     | 1     | 3     | 2     | 2     | 3     | -     | 0     | 3     | 3     | 3   |
| 4   | Ushuaïa Ibiza Vóley         | 38   | 0   | 3   | 3   | 3   | 3   | 2   | 0   | 3   | -   | 0     | 3   | 0     | 3     | 3     | 0     | 3     | 3     | 0     | 3     | -     | 0     | 3   |
| 5   | Fund. Cajasol Juvasa        | 33   | 3   | 0   | 3   | 0   | 0   | 3   | 0   | 2   | 0   | -     | 0   | 0     | 2     | 3     | 3     | 3     | 3     | 3     | 0     | 3     | -     | 2   |
| 6   | Vecindario ACE Gran Canaria | 31   | -   | 0   | 3   | 0   | 3   | 1   | 3   | 0   | 3   | 0     | 3   | -     | 0     | 2     | 1     | 3     | 0     | 0     | 3     | 3     | 0     | 3   |
| 7   | Electrocash CCPH            | 24   | 2   | 3   | 0   | -   | 3   | 0   | 2   | 3   | 0   | 0     | 0   | 3     | 3     | 0     | -     | 0     | 0     | 3     | 2     | 0     | 0     | 0   |
| 8   | CDV Textil Santanderina     | 21   | 0   | 2   | 0   | 0   | 2   | -   | 0   | 0   | 0   | 3     | 0   | 3     | 3     | 1     | 0     | 3     | -     | 0     | 1     | 0     | 3     | 0   |
| 9   | UBE L'Illa Grau             | 14   | 0   | 1   | 3   | 0   | 0   | 0   | 1   | 3   | 0   | 3     | -   | 0     | 0     | 0     | 3     | 0     | 0     | 0     | 0     | 0     | 0     | -   |
| 10  | V.P. Madrid                 | 13   | 0   | 0   | -   | 0   | 1   | 0   | 3   | 0   | 3   | 0     | 0   | 0     | 0     | -     | 0     | 0     | 0     | 3     | 0     | 0     | 3     | 0   |
| 11  | Emevé                       | 4    | 1   | 0   | 0   | 3   | 0   | 0   | 0   | -   | 0   | 0     | 0   | 0     | 0     | 0     | 0     | 0     | 0     | 0     | -     | 0     | 0     | 0   |

Nota.- Se disputaron partidos fuera de fechas por ajustes en los calendarios.
Pts = Puntos; J = Jornada
|  | Juega play-off por el título. |
|  | Desciende a Superliga 2.      |

- A partir de la temporada 2009-2010 se implantó un nuevo sistema de puntuación en el que en las victorias por 3-0 y 3-1 se otorgan 3 puntos al vencedor y 0 al perdedor, mientras que en las victorias por 3-2 se otorgan 2 puntos al vencedor y 1 al perdedor.

### Evolución de la clasificación
| Equipo / Jornada         | 01 | 02 | 03 | 04 | 05 | 06 | 07 | 08 | 09 | 10 | 11 | 12 | 13 | 14 | 15 | 16 | 17 | 18 | 19 | 20 | 21 | 22 |
| ------------------------ | -- | -- | -- | -- | -- | -- | -- | -- | -- | -- | -- | -- | -- | -- | -- | -- | -- | -- | -- | -- | -- | -- |
| Unicaja Almería          | 2  | 1  | 1  | 1  | 2  | 1  | 1  | 1  | 1  | 1  | 1  | 1  | 1  | 1  | 1  | 1  | 1  | 1  | 1  | 1  | 1  | 1  |
| CAI Voleibol Teruel      | 1  | 4  | 6  | 4  | 3  | 3  | 2  | 3  | 2  | 2  | 2  | 2  | 2  | 2  | 2  | 2  | 2  | 2  | 2  | 2  | 2  | 2  |
| Río Duero San José       | 4  | 3  | 3  | 2  | 4  | 4  | 4  | 5  | 4  | 3  | 3  | 3  | 3  | 3  | 3  | 3  | 3  | 3  | 3  | 3  | 3  | 3  |
| Ushuaïa Ibiza Vóley      | 7  | 5  | 4  | 3  | 1  | 2  | 3  | 2  | 3  | 4  | 4  | 4  | 4  | 4  | 4  | 4  | 4  | 4  | 4  | 4  | 4  | 4  |
| Fund. Cajasol Juvasa     | 3  | 6  | 2  | 5  | 7  | 5  | 7  | 6  | 7  | 7  | 7  | 7  | 7  | 7  | 5  | 5  | 5  | 5  | 5  | 5  | 5  | 5  |
| Vecindario ACE G.Canaria | 11 | 11 | 8  | 9  | 6  | 7  | 6  | 7  | 6  | 6  | 5  | 6  | 6  | 6  | 7  | 6  | 6  | 7  | 7  | 6  | 6  | 6  |
| Electrocash CCPH         | 5  | 3  | 5  | 6  | 5  | 6  | 5  | 4  | 5  | 5  | 6  | 5  | 5  | 5  | 6  | 7  | 7  | 6  | 6  | 7  | 7  | 7  |
| CDV Textil Santanderina  | 8  | 7  | 9  | 10 | 8  | 8  | 9  | 9  | 10 | 9  | 9  | 9  | 8  | 8  | 8  | 8  | 8  | 8  | 8  | 8  | 8  | 8  |
| UBE L'Illa Grau          | 9  | 9  | 7  | 7  | 10 | 10 | 8  | 8  | 8  | 8  | 8  | 8  | 9  | 9  | 9  | 9  | 9  | 9  | 9  | 9  | 9  | 9  |
| V.P. Madrid              | 10 | 10 | 11 | 11 | 11 | 11 | 11 | 11 | 9  | 10 | 10 | 10 | 10 | 10 | 10 | 10 | 10 | 10 | 10 | 10 | 10 | 10 |
| Emevé                    | 6  | 8  | 10 | 8  | 9  | 9  | 10 | 10 | 11 | 11 | 11 | 11 | 11 | 11 | 11 | 11 | 11 | 11 | 11 | 11 | 11 | 11 |

## Play-off
|  | Semifinales | Semifinales         | Semifinales | Semifinales         | Semifinales | Semifinales | Semifinales |                 |   | Final | Final | Final | Final | Final | Final | Final |  |
|  |             |                     |             |                     |             |             |             |                 |   |       |       |       |       |       |       |       |  |
|  |             |                     |             |                     |             |             |             |                 |   |       |       |       |       |       |       |       |  |
|  | 3           | Unicaja Almería     | 3           | 3                   | 3           |             |             |                 |   |       |       |       |       |       |       |       |  |
|  | 3           | Unicaja Almería     | 3           | 3                   | 3           |             |             |                 |   |       |       |       |       |       |       |       |  |
|  | 0           | Ushuaïa Ibiza Vóley | 1           | 0                   | 0           |             |             |                 |   |       |       |       |       |       |       |       |  |
|  | 0           | Ushuaïa Ibiza Vóley | 1           | 0                   | 0           |             | 3           | Unicaja Almería | 3 | 3     | 0     | 3     |       |       |       |       |  |
|  |             |                     |             |                     |             |             |             | Unicaja Almería | 3 | 3     | 0     | 3     |       |       |       |       |  |
|  |             |                     | 1           | CAI Voleibol Teruel | 0           | 1           | 3           | 2               |   |       |       |       |       |       |       |       |  |
|  | 3           | CAI Voleibol Teruel | 1           | CAI Voleibol Teruel | 0           | 1           | 3           | 2               | 3 | 3     | 3     |       |       |       |       |       |  |
|  | 3           | CAI Voleibol Teruel |             |                     |             |             |             |                 | 3 | 3     | 3     |       |       |       |       |       |  |
|  | 0           | Río Duero San José  | 0           | 0                   | 0           |             |             |                 |   |       |       |       |       |       |       |       |  |
|  | 0           | Río Duero San José  | 0           | 0                   | 0           |             |             |                 |   |       |       |       |       |       |       |       |  |
|  |             |                     |             |                     |             |             |             |                 |   |       |       |       |       |       |       |       |  |

| Campeón de Superliga 2014-15 |
| ---------------------------- |
| Unicaja Almería              |

## Jugadores

### MVP y siete ideal por jornada
Esta tabla muestra los jugadores que cada jornada la RFEVB designaba como jugador más valioso (MVP) y como miembro del siete ideal.
| Jugador                | Origen    | Club                     | MVP | 7 id. | 01 | 02 | 03 | 04 | 05 | 06 | 07 | 08 | 09 | 10 | 11 | 12 | 13 | 14 | 15 | 16 | 17 | 18 | 19 | 20 | 21 | 22 |
| ---------------------- | --------- | ------------------------ | --- | ----- | -- | -- | -- | -- | -- | -- | -- | -- | -- | -- | -- | -- | -- | -- | -- | -- | -- | -- | -- | -- | -- | -- |
| Manuel Sevillano       | España    | Río Duero San José       | 2   | 4     |    |    |    |    |    |    |    | *  |    | M  |    | M  |    |    |    | *  |    |    |    |    |    |    |
| Óscar Prades           | España    | Fund. Cajasol Juvasa     | 2   | 3     |    |    |    |    |    |    |    |    |    |    |    |    |    |    | M  |    | *  |    |    |    |    | M  |
| Raúl Muñoz             | España    | Unicaja Almería          | 2   | 3     | *  |    | M  |    |    |    |    |    |    |    | M  |    |    |    |    |    |    |    |    |    |    |    |
| Víctor Bouza           | España    | Río Duero San José       | 1   | 7     |    |    |    | *  |    |    |    |    |    | *  |    | *  | *  |    | *  |    |    |    |    | M  | *  |    |
| Víctor Viciana         | España    | CAI Voleibol Teruel      | 1   | 6     |    |    |    |    |    |    | *  |    |    | *  |    |    |    | *  |    |    |    | M  |    | *  | *  |    |
| Edmon Solanas          | España    | Ushuaïa Ibiza Vóley      | 1   | 5     |    | *  |    |    |    | M  |    |    |    |    |    |    |    | *  |    | *  |    |    |    |    | *  |    |
| Miguel Mateo           | España    | CDV Textil Santanderina  | 1   | 5     |    | M  |    |    |    |    |    |    |    |    | *  | *  |    |    |    |    |    | *  | *  |    |    |    |
| Saulo Costa            | Brasil    | Electrocash CCPH         | 1   | 5     |    |    | *  |    | *  |    |    |    |    |    |    |    | *  |    |    |    |    | *  | M  |    |    |    |
| Thomas Zass            | España    | Unicaja Almería          | 1   | 5     |    |    |    |    |    |    |    | *  | *  |    |    |    |    |    |    |    | M  |    | *  |    | *  |    |
| Javier Justiniano      | España    | Fund. Cajasol Juvasa     | 1   | 3     |    |    |    |    |    |    |    | M  |    |    |    |    |    |    | *  |    |    |    |    |    |    | *  |
| Petrov Blagovest       | Bulgaria  | V.P. Madrid              | 1   | 3     |    |    |    |    | *  |    | M  |    |    |    |    |    |    |    |    |    |    | *  |    |    |    |    |
| Alfonso Flores         | España    | Río Duero San José       | 1   | 2     |    |    |    |    |    |    |    |    |    |    |    | *  |    |    |    | M  |    |    |    |    |    |    |
| Juan Carlos Barcala    | España    | CAI Voleibol Teruel      | 1   | 2     |    |    |    |    |    | *  |    |    |    |    |    |    |    | M  |    |    |    |    |    |    |    |    |
| Miguel A. Fornés       | España    | Unicaja Almería          | 1   | 2     |    | *  |    |    |    |    |    |    |    |    |    |    |    |    |    |    |    |    |    |    | M  |    |
| Pablo Dus              | España    | Ushuaïa Ibiza Vóley      | 1   | 2     |    |    |    |    | M  | *  |    |    |    |    |    |    |    |    |    |    |    |    |    |    |    |    |
| Eduardo Sánchez        | España    | V.P. Madrid              | 1   | 1     |    |    |    |    |    |    |    |    | M  |    |    |    |    |    |    |    |    |    |    |    |    |    |
| Iurgen Hummes          | Brasil    | Fund. Cajasol Juvasa     | 1   | 1     |    |    |    |    |    |    |    |    |    |    |    |    | M  |    |    |    |    |    |    |    |    |    |
| José A. Acedo          | España    | Electrocash CCPH         | 1   | 1     | M  |    |    |    |    |    |    |    |    |    |    |    |    |    |    |    |    |    |    |    |    |    |
| Juan Díaz Romeral      | España    | Emevé                    | 1   | 1     |    |    |    | M  |    |    |    |    |    |    |    |    |    |    |    |    |    |    |    |    |    |    |
| Stefano Nassini        | España    | Fund. Cajasol Juvasa     |     | 6     |    |    |    |    |    | *  |    | *  | *  |    |    | *  | *  |    |    |    | *  |    |    |    |    |    |
| Víctor Sánchez         | España    | Ushuaïa Ibiza Vóley      |     | 5     |    |    |    | *  |    |    |    | *  |    |    |    | *  |    |    |    | *  | *  |    |    |    |    |    |
| Xavier Folguera        | España    | Unicaja Almería          |     | 5     |    |    | *  | *  |    |    |    |    |    |    |    |    | *  |    |    |    | *  |    | *  |    |    |    |
| Alexis Valido          | España    | Vecindario ACE G.Canaria |     | 4     |    |    |    |    | *  |    |    |    |    |    |    |    | *  |    |    |    |    |    |    | *  | *  |    |
| Elvis de Oliveira      | Brasil    | Ushuaïa Ibiza Vóley      |     | 4     |    |    |    | *  |    |    |    |    |    | *  |    |    |    |    |    |    |    |    | *  |    |    | *  |
| Maxon G. Pereira       | Brasil    | Electrocash CCPH         |     | 4     |    | *  |    |    |    |    |    |    |    | *  |    |    | *  |    |    |    |    |    |    | *  |    |    |
| Nicolás Ronchi         | Uruguay   | Ushuaïa Ibiza Vóley      |     | 4     | *  |    | *  |    |    |    |    |    |    |    |    |    |    |    |    |    | *  |    |    |    |    | *  |
| Óscar Rodríguez        | España    | CAI Voleibol Teruel      |     | 4     |    |    |    |    |    |    |    |    |    | *  | *  |    |    |    |    |    |    | *  |    |    |    | *  |
| Roberto Rojo           | España    | CDV Textil Santanderina  |     | 4     |    |    | *  |    |    |    |    |    | *  |    |    |    |    | *  |    |    |    |    | *  |    |    |    |
| Ruimán Artiles         | España    | Vecindario ACE G.Canaria |     | 4     |    |    |    |    | *  | *  |    |    |    |    |    |    |    | *  |    |    |    |    |    | *  |    |    |
| Ariel Gil              | España    | Río Duero San José       |     | 3     |    |    |    |    |    |    |    |    | *  |    |    |    |    |    |    | *  |    |    |    |    |    | *  |
| Francisco J. Fernández | España    | Fund. Cajasol Juvasa     |     | 3     |    |    |    |    |    | *  | *  |    |    |    |    |    |    |    | *  |    |    |    |    |    |    |    |
| Francisco J. Ruiz      | España    | CAI Voleibol Teruel      |     | 3     |    |    |    |    |    |    |    | *  | *  |    |    |    |    |    |    |    |    |    |    |    |    | *  |
| José Vi. Cabrera       | España    | Fund. Cajasol Juvasa     |     | 3     |    |    |    | *  |    |    |    |    |    |    |    |    |    |    |    | *  |    |    |    | *  |    |    |
| Kevin Medina           | España    | Electrocash CCPH         |     | 3     |    |    |    |    |    |    | *  |    |    |    |    |    |    |    |    |    |    | *  | *  |    |    |    |
| Marc Altayó            | España    | CAI Voleibol Teruel      |     | 3     |    |    |    |    | *  | *  | *  |    |    |    |    |    |    |    |    |    |    |    |    |    |    |    |
| Pablo Bugallo          | España    | Unicaja Almería          |     | 3     | *  |    |    |    |    |    |    |    |    |    | *  |    |    |    |    |    |    | *  |    |    |    |    |
| Aarón Socorro          | España    | Vecindario ACE G.Canaria |     | 2     |    |    |    |    |    |    |    |    |    |    |    |    |    |    | *  |    |    |    |    |    | *  |    |
| Boris Rodríguez        | España    | Emevé                    |     | 2     |    | *  |    |    |    |    | *  |    |    |    |    |    |    |    |    |    |    |    |    |    |    |    |
| Daniel Macarro         | España    | CDV Textil Santanderina  |     | 2     |    |    |    |    |    |    |    |    |    |    |    | *  |    | *  |    |    |    |    |    |    |    |    |
| David Sanllehí         | España    | UBE L´illa Grau          |     | 2     |    |    | *  | *  |    |    |    |    |    |    |    |    |    |    |    |    |    |    |    |    |    |    |
| Lucas V. Ferreira      | Brasil    | CAI Voleibol Teruel      |     | 2     | *  |    | *  |    |    |    |    |    |    |    |    |    |    |    |    |    |    |    |    |    |    |    |
| Alberto Salas          | España    | Río Duero San José       |     | 1     |    |    |    |    |    |    |    |    |    |    |    |    |    |    |    |    |    |    |    | *  |    |    |
| Andrés Portero         | España    | Río Duero San José       |     | 1     |    |    |    |    |    |    |    |    |    |    | *  |    |    |    |    |    |    |    |    |    |    |    |
| Antoni Llabrés         | España    | Unicaja Almería          |     | 1     |    | *  |    |    |    |    |    |    |    |    |    |    |    |    |    |    |    |    |    |    |    |    |
| Arthur Borges          | Brasil    | Ushuaïa Ibiza Vóley      |     | 1     |    |    |    |    |    |    |    |    |    |    | *  |    |    |    |    |    |    |    |    |    |    |    |
| Daniel Muñoz           | España    | Electrocash CCPH         |     | 1     |    |    |    |    |    |    | *  |    |    |    |    |    |    |    |    |    |    |    |    |    |    |    |
| Daniel Sanz            | España    | Río Duero San José       |     | 1     |    |    |    |    |    |    |    |    |    |    |    |    |    |    | *  |    |    |    |    |    |    |    |
| Francisco J. Calzón    | España    | CDV Textil Santanderina  |     | 1     |    |    |    |    |    |    |    |    |    |    |    |    |    | *  |    |    |    |    |    |    |    |    |
| Ignacio Gómez          | España    | UBE L'Illa Grau          |     | 1     |    |    |    |    |    |    |    |    |    |    |    |    |    |    |    |    | *  |    |    |    |    |    |
| Juan Villaescusa       | España    | V.P. Madrid              |     | 1     |    |    |    |    |    |    |    |    |    | *  |    |    |    |    |    |    |    |    |    |    |    |    |
| Manuel Salvador        | España    | Río Duero San José       |     | 1     | *  |    |    |    |    |    |    |    |    |    |    |    |    |    |    |    |    |    |    |    |    |    |
| Marcos Dreyer          | España    | UBE L'Illa Grau          |     | 1     |    |    |    |    |    |    |    | *  |    |    |    |    |    |    |    |    |    |    |    |    |    |    |
| Máximo Torcelló        | Argentina | Unicaja Almería          |     | 1     |    |    |    |    |    |    |    |    |    |    | *  |    |    |    |    |    |    |    |    |    |    |    |
| Pablo Cabrera          | España    | CDV Textil Santanderina  |     | 1     |    | *  |    |    |    |    |    |    |    |    |    |    |    |    |    |    |    |    |    |    |    |    |
| Pablo Suárez           | España    | Emevé                    |     | 1     |    |    |    |    |    |    |    |    |    |    |    |    |    |    |    | *  |    |    |    |    |    |    |
| Pablo Vidal            | España    | V.P. Madrid              |     | 1     |    |    |    |    |    |    |    |    | *  |    |    |    |    |    |    |    |    |    |    |    |    |    |
| Semidán Deniz          | España    | Vecindario ACE G.Canaria |     | 1     |    |    |    |    |    |    |    |    |    |    |    |    |    |    | *  |    |    |    |    |    |    |    |
| Víctor Brull           | España    | CAI Voleibol Teruel      |     | 1     |    |    |    |    | *  |    |    |    |    |    |    |    |    |    |    |    |    |    |    |    |    |    |

### MVP y 7 ideal de las jornadas de play-off
| Jugador             | Origen  | Club                | MVP | 7 id. | 01 | 02 | 03 | 01 | 02 | 03 | 04 |
| ------------------- | ------- | ------------------- | --- | ----- | -- | -- | -- | -- | -- | -- | -- |
| Thomas Zass         | Austria | Unicaja Almería     | 2   | 2     |    | M  |    |    | M  |    |    |
| Sergio Luis Félix   | Brasil  | Unicaja Almería     | 1   | 3     |    |    | *  |    | *  |    | M  |
| Víctor Viciana      | España  | CAI Voleibol Teruel | 1   | 3     |    | *  | M  |    | *  |    |    |
| Dmytro Mischuk      | Ucrania | CAI Voleibol Teruel |     | 4     |    | *  | *  |    | *  |    | *  |
| Raúl Muñoz          | España  | Unicaja Almería     |     | 3     |    | *  | *  |    | *  |    |    |
| Alejandro Fernández | España  | Unicaja Almería     |     | 2     |    |    |    |    | *  |    | *  |
| Álvaro Hernández    | España  | Río Duero San José  |     | 2     |    | *  | *  |    |    |    |    |
| Miquel A. Fornés    | España  | Unicaja Almería     |     | 2     |    | *  | *  |    |    |    |    |
| Pablo Bugallo       | España  | Unicaja Almería     |     | 2     |    |    |    |    | *  |    | *  |
| Arthur Borges       | Brasil  | Ushuaïa Ibiza Vóley |     | 1     |    | *  |    |    |    |    |    |
| Francisco J. Ruiz   | España  | CAI Voleibol Teruel |     | 1     |    |    |    |    |    |    | *  |
| Juan Carlos Barcala | España  | CAI Voleibol Teruel |     | 1     |    |    |    |    |    |    | *  |
| Nicolás Ronchi      | Uruguay | Ushuaïa Ibiza Vóley |     | 1     |    |    | *  |    |    |    |    |
| Xavier Folguera     | España  | Unicaja Almería     |     | 1     |    |    |    |    |    |    | *  |

### Mejores anotadores

#### En liga regular
En esta sección aparecen los 10 jugadores con mejor promedio de puntos por set disputado, según las estadísticas de los partidos publicadas por la RFEVB. Para ello es preciso que el jugador haya disputado al menos dos sets por partido.
| Jugador            | Origen   | Club                        | Pts. | Sets | P.P.S. | 01 | 02 | 03 | 04 | 05 | 06 | 07 | 08 | 09 | 10 | 11 | 12 | 13 | 14 | 15 | 16 | 17 | 18 | 19 | 20 | 21 | 22 |
| ------------------ | -------- | --------------------------- | ---- | ---- | ------ | -- | -- | -- | -- | -- | -- | -- | -- | -- | -- | -- | -- | -- | -- | -- | -- | -- | -- | -- | -- | -- | -- |
| Maxon G. Pereira   | Brasil   | Electrocash CCPH            | 378  | 73   | 5,178  | 25 | 22 | 27 |    | 11 | 7  | 30 | 21 | 18 | 30 | 16 | 16 | 26 | 16 |    | 20 | 11 | 15 | 27 | 23 | 10 | 7  |
| Nicolás Ronchi     | Uruguay  | Ushuaïa Ibiza Vóley         | 227  | 44   | 5,159  | 35 | 20 | 25 | 10 | 18 | 9  |    |    |    |    |    |    |    |    | 3  | 14 | 19 | 12 | 20 |    | 14 | 28 |
| Miguel Mateo       | España   | CDV Textil Santanderina     | 359  | 75   | 4,787  | 12 | 27 | 14 | 3  | 19 |    | 8  | 19 | 11 | 19 | 21 | 27 | 18 | 25 | 14 | 16 |    | 21 | 35 | 15 | 10 | 25 |
| Thomas Zaas        | Austria  | Unicaja Almería             | 303  | 66   | 4,591  | 11 | 14 | 14 | 6  |    | 14 | 17 | 22 | 17 | 15 | 17 | 15 | 14 | 14 | 8  |    | 23 | 18 | 19 | 8  | 15 | 22 |
| Semidán Deniz      | España   | Vecindario ACE Gran Canaria | 243  | 59   | 4,119  |    | 5  |    | 9  | 21 | 16 | 19 | 25 | 10 | 11 | 17 |    | 5  | 24 | 21 |    | 11 | 8  | 19 | 20 | 2  |    |
| Petrov Blagovest   | Bulgaria | V.P. Madrid                 | 222  | 55   | 4,036  | 4  | 2  |    |    | 32 | 12 | 26 | 7  | 18 | 16 | 16 |    |    |    | 3  | 8  | 12 | 18 | 13 | 9  | 14 | 12 |
| Manuel Salvador    | España   | Río Duero San José          | 275  | 72   | 3,819  | 22 | 19 | 15 | 14 | 15 | 8  |    | 13 | 7  | 14 | 12 | 12 | 23 | 10 | 13 | 14 | 17 |    | 11 | 12 | 14 | 10 |
| Edmond Solanas     | España   | Ushuaïa Ibiza Vóley         | 264  | 71   | 3,718  | 10 | 20 | 12 | 11 | 11 | 22 | 10 | 14 |    | 10 | 14 | 9  | 14 | 18 | 7  | 16 | 11 | 8  | 12 |    | 16 | 19 |
| José M. Castellano | España   | Fund. Cajasol Juvasa        | 244  | 66   | 3,697  | 11 | 8  | 7  | 5  | 2  | 12 | 12 | 21 | 25 |    | 16 | 6  | 9  | 14 | 15 | 10 | 12 | 17 | 12 | 10 |    | 20 |
| Raúl Muñoz         | España   | Unicaja Almería             | 212  | 59   | 3,593  | 15 | 7  | 21 | 16 |    | 11 | 12 | 14 | 6  | 10 | 19 | 9  | 10 | 9  |    |    | 14 | 12 | 5  |    | 13 | 9  |

Pts = Puntos; Sets = Sets disputados con su equipo; P.P.S. = Puntos por set.

#### En play-off
| Jugador             | Origen    | Club                | Pts. | Sets | P.P.S. | 01 | 02 | 03 | 01 | 02 | 03 | 04 |
| ------------------- | --------- | ------------------- | ---- | ---- | ------ | -- | -- | -- | -- | -- | -- | -- |
| Nicolás Ronchi      | Uruguay   | Ushuaïa Ibiza Vóley | 49   | 10   | 4,900  | 12 | 21 | 16 |    |    |    |    |
| Juan Carlos Barcala | España    | CAI Teruel          | 103  | 24   | 4,292  | 13 | 12 | 9  | 18 | 17 | 13 | 21 |
| Thomas Zaas         | Austria   | Unicaja Almería     | 102  | 25   | 4,080  | 14 | 19 | 10 | 16 | 18 | 13 | 12 |
| Ariel Gil           | España    | Río Duero San José  | 35   | 9    | 3,889  | 11 | 15 | 9  |    |    |    |    |
| Sergio Luis Félix   | Brasil    | Unicaja Almería     | 70   | 19   | 3,684  |    |    | 14 | 9  | 14 | 7  | 26 |
| Raúl Muñoz          | España    | Unicaja Almería     | 74   | 24   | 3,083  | 15 | 11 | 12 | 8  | 13 | 7  | 8  |
| Dmytro Mischuk      | Ucrania   | CAI Teruel          | 69   | 24   | 2,875  | 9  | 6  | 11 | 6  | 10 | 11 | 16 |
| Henry José Rojas    | Venezuela | CAI Teruel          | 43   | 15   | 2,867  | 12 | 11 | 8  | 5  | 1  |    | 6  |
| Arthur Borges       | Brasil    | Ushuaïa Ibiza Vóley | 28   | 10   | 2,800  | 14 | 7  | 7  |    |    |    |    |
| Víctor Bouza        | España    | Río Duero San José  | 25   | 9    | 2,778  | 9  | 5  | 11 |    |    |    |    |

Pts = Puntos; Sets = Sets disputados con su equipo; P.P.S. = Puntos por set.
Véase también: Anexo:Jugadores de Superliga 1 y 2 masculina de voleibol (España) - Temporadas 2010-11 a 2019-20.